# EBU R 128
EBU R 128 är en teknisk ljudstandard för radio- och TV-utsändningar. Den definierades år 2011 av EBU för att motverka det så kallade Loudness War. Tanken är att normalisera ljudnivån efter (upplevt) medelvärde i stället för maxvärde, och på så sätt komma ifrån det faktum att ljudproducenter känner sig tvingade till högre och högre medelvärde för att deras produktioner inte skall uppfattas som svagare (och sämre) än andras. Då maxvärdet är fixt (full utstyrning på mediet) så riskerar resultatet av höjd medelnivå att bli en lägre dynamik och distorsion om man vill ha ett högre medelvärde än signalens crest-faktor. Distorsionen och kompressionen uppstår genom att man under mastring använder kompressorer, limiters och genom att man helt enkelt tillåter hård klippning.
Så syftet med R 128 är bland annat att det skall vara möjligt att få en bättre ljudkvalitet utan att behöva offra medelnivån. Alltså att hög medelnivå och låg dynamik inte skall få en konkurrensfördel över mera högdynamiskt programmaterial. Att komprimera, limitera och klippa signalen är alltså fria val även under R 128, men man kan inte använda det till att höja medelvärdet på signalen. En positiv bieffekt av detta är också att olika programmaterial (till exempel en intervju kontra reklam) kan lyssnas på utan att det lågdynamiska materialet upplevs som störande starkt så att man måste kasta sig på volymkontrollen.
EBU R 128 kan användas inte bara vid radio- och TV-sändningar, utan på alla medier där man inte kodar absolutnivå. Det betyder i praktiken alla medier utom filmljud på DVD och Bluray (och på biografer), där man kodar absolutnivå, alltså således att en given nivå på mediet motsvarar ett specifikt ljudtryck på lyssningsplatsen. Med sådan lagringsteknik upphör behovet av EBU R 128.